# Ansello
Ansello Scolastico (in latino Ansellus Scholasticus; X secolo – XI secolo) è stato un monaco cristiano benedettino francese, autore di una Visione infernale in versi conosciuta come Visio Anselli.

## Biografia
La sua biografia è quasi totalmente sconosciuta, e la sua stessa identificazione è incerta e discussa.  A lungo si è pensato che sia stato allievo di Abbone presso l’abbazia di Fleury e infatti è conosciuto anche come Ansellus Floriacensis: la recente scoperta di una lettera di Oddone ad Ansello sembra confermare che Abbone fu effettivamente maestro di Ansello; il quale, a sua volta, fu maestro di Oddone. Stando a questi dati, soprattutto basandosi sulla data di morte di Abbone (accertata al 1004), si può cautamente ipotizzare che Ansello sia nato approssimativamente tra il 980 e il 990.
Sappiamo per certo che Oddone si formò nell’abbazia di Saint-Germain d’Auxerre, di cui diventò successivamente abate nel 1032, per cui è legittimo supporre che anche Ansello vi abbia soggiornato per un certo periodo, anche se ignoriamo completamente la cronologia. Inoltre la Visio dimostra che l’autore aveva una notevole dimestichezza con la liturgia cluniacense, e questo è un ulteriore elemento che collega Ansello a un monastero strettamente legato a Cluny come quello di Saint-Germain. Sempre a favore di questa localizzazione sono anche le rubriche di alcuni manoscritti che riportano l’opera: ma gli studiosi sono concordi nell'incertezza e sul non attribuire un peso eccessivo a queste testimonianze. Un’ulteriore prova del fatto che Ansello sia stato a Saint-Germain è la grande confidenza che riscontriamo tra lui e Oddone. La presenza ad Auxerre di Rodolfo il Glabro in questo stesso periodo rafforza questa posizione: già da tempo è assodato il fatto che Rodolfo il Glabro riprenda esplicitamente la Visio all'interno della sua opera Historiarum libri quinque, e il suo soggiorno presso Saint-Germain può aver costituito per lui l’occasione di conoscerla. Tuttavia la cronologia è difficile da stabilire, ed è possibile che la trasposizione di Rodolfo si rifaccia ad una tradizione orale e che sia addirittura di qualche anno precedente all’opera di Ansello.
Ci sono delle ipotesi che legano Ansello anche all'Abbazia di Saint-Remi di Reims, luogo in cui è ambientata la Visio, ma si poggiano su prove molto deboli; tuttavia non si può escludere con assoluta certezza che Ansello per un certo periodo vi abbia insegnato.
Non abbiamo nessun elemento che ci permetta di individuare, neanche approssimativamente, il momento della morte di Ansello.

## Le opere

### LaVisio Anselli
Nella maggior parte dei manoscritti in cui è presente, la Visio è accompagnata da un’epistola di dedica ad Oddone. Il testo ci è trasmesso in 9 codici, tutti di area francese tranne uno di provenienza germanica; abbiamo inoltre notizia di un ulteriore codice francese perduto che doveva trasmettere il testo completo. La versione in prosa è presente solamente nel manoscritto germanico (ora conservato a Subiaco), ed è preceduta dall'epistola introduttiva; il ritmo è presente invece in tutti gli altri codici, ed è privo dell’epistola in solo due di essi.
Della Visio abbiamo due versioni, una in prosa ed una più estesa in ottonari latini: Shoaf ritiene, basandosi sull'ipotesi già di Leclercq, che tra le due versioni quella in prosa sia precedente, e che anzi quella poetica ne sia un rifacimento. Questa ipotesi, accolta anche da Carozzi, è stata confutata da Gamberini nella sua edizione critica, nella quale dimostra invece, tramite un’attenta analisi testuale, come la versione in prosa sia una diretta riduzione del ritmo; Dolbeau accoglie senza riserve questa ricostruzione, e propone quindi di datare la versione poetica in un arco temporale che va dal 1032 al 1052. Stabilita la precedenza tra le due versioni, Gamberini tenta di ricostruire la genesi della riduzione in prosa: dimostra, basandosi anche in questa occasione su precisi dettagli testuali, che non è opera dello stesso autore del ritmo – il quale è chiaramente identificato in Ansello – ed è quindi da considerarsi anonima, e sostiene che non si possa stabilire la datazione della abbreviatio, che così può oscillare tra l’XI e il XV secolo, datazione del manoscritto che la contiene. 
Nel corso dei secoli la Visio si è trasmessa sotto il nome di Visio Anselli, come se Ansello fosse stato il visionario, probabilmente anche per il fatto che la Visio è scritta in prima persona; ma già Bernard de Montfaucon si era reso conto che il visionario e l’autore della trascrizione non erano la stessa persona. Già Shoaf aveva proposto di identificare il visionario con il destinatario/committente della versione scritta, cioè l’abate Oddone di Auxerre, e dello stesso parere si sono dichiarati Carozzi e Gamberini.Ma la recente scoperta di Dolbeau sembra smentire definitivamente questa coincidenza, in quanto la lettera con cui Oddone richiede ad Ansello di trascrivere la visione dichiara esplicitamente che ad avere la visione non è stato lui, né tantomeno Ansello (che a questo punto va considerato unicamente come redattore del testo): il visionario è un terzo monaco, di cui non si fa il nome. Ecco quindi che i vari nomi che sono stati proposti per la Visio non sono più accettabili: né il tradizionale Visio Anselli Scholastici, né la proposta di Carozzi Visione di Oddone di Auxerre poi ripresa da Gamberini come sottotitolo della sua edizione critica. Dolbeau propone quindi un titolo più neutro per la Visio, cioè Visione remense di un monaco pellegrino.
La Visio è stata indicata come una delle possibili fonti per la Divina Commedia di Dante. Ci sono effettivamente degli elementi che autorizzano tale indicazione, ma sono topoi riscontrabili all'interno di molti testi visionari: per questo motivo attualmente si preferisce considerare l'intera tradizione visionaria medievale come una fonte di Dante, e non un singolo testo.

#### Trama
La Visio racconta di un monaco che si era recato all'Abbazia di Saint-Remi di Reims per fare penitenza, e mette al corrente i monaci che lo ospitano di una sua visione avuta proprio lì nel loro monastero. Mentre dormiva si è sentito trasportare in chiesa, dove legge davanti ai fedeli il Vangelo della Domenica delle Palme: dopo la lettura, Cristo scende dalla croce e lo interroga sulla sua fede, chiedendogli se credesse davvero a quanto aveva appena letto. Dopo la professione di fede, Cristo scende negli inferi ed esorta il monaco a seguirlo: qui, portando innanzi a sé la croce, Cristo libera diverse anime portandole in cielo, ma non ammette il monaco che pure voleva seguirlo e lo rimanda al monastero. Lo affida quindi a un diavolo perché lo scorti nel viaggio di ritorno sulla terra e lo difenda dagli altri demoni, come Cristo stesso lo aveva guidato e protetto durante la discesa. Una volta giunti al monastero il monaco e il diavolo si coricano e hanno un fitto dialogo su alcune questioni di fede che si protrae per il resto della notte. All'arrivo del mattino il monaco sente la campana che lo chiama ai suoi uffici e il diavolo lo induce in tentazione, cercando di convincerlo a rimanere a dormire: ma il monaco respinge fermamente la tentazione. A questo punto il diavolo scompare e il monaco raggiunge gli altri in preghiera. 
A livello di trama le due versioni sono pressoché equivalenti: le differenze sono minime e riguardano dettagli secondari.

### Edizione critica
- Roberto Gamberini(ed. trad. comm.), Visio Anselli. Il racconto di Ansello Scolastico e dell'Anonimo sulla visione infernale di Oddone di Auxerre, SISMEL. Edizioni del Galluzzo per la Fondazione Ezio Franceschini (2008), ISBN 978-88-8450-2018;

### Studi
- (FR)  Claude Carozzi, Le voyage de l’âme dans l’au-delà d’après la littérature latine (Ve-XIIIe siècle), «Collection de l’Ecole Française de Rome» 189 (1994), pp. 412-426;
- (FR)  François Dolbeau, À propos de la «Visio Anselli», «Comptes rendus des séances de l'Académie des inscriptions et belles lettres» 153 (2009), pp. 1267-1276;
- (FR)  Jacques Leclercq, Une rédaction en prose de la «Visio Anselli» dans un manuscrit de Subiaco, «Benedictina. Fascicoli di studi benedettini» 16 (1969), pp. 188-195;
- (FR)  Richard Allen Shoaf, Raoul Glaber et la «Visio Anselli Scholastici», «Cahiers de civilisation médiévale. Xe-XIIe siècles» 23 (1980), pp. 215-219;
- (EN)  Richard Allen Shoaf, The «Visio Anselli Scholastici». Exegesis and the Frustration of an «Aethiop», «Mittelateinisches Jahrbuch» 17 (1982), pp. 46-50.